# Championnats du monde de triathlon en relais mixte 2022
Navigation
Édition précédente Édition suivante
Les championnats du monde de relais mixte 2022 de la Fédération internationale de triathlon (World Triathlon) se tiennent à Montréal au Canada le 26 juin 2022. Compétition créée en 2009. Le titre se déroule sur une épreuve unique qui se déroule lors d'une étape épreuve des séries mondiales de triathlon (WTCS) 2022.

## Résumé de course
Pour cette épreuve, chaque pays est autorisé à participer avec une équipe de quatre participants, composée de deux femmes et de deux hommes. Les équipes doivent s'affronter dans l'ordre suivant : HFHF. Chaque relayeur doit parcourir 300 m de natation, 6,6 km de cyclisme et 1,9 km de course à pied.
Au départ de la course, la Nouvelle-Zélande est en tête avec Hayden Wilde, juste devant le Britannique Alex Yee. Le Français Pierre Le Corre en quatrième position passe le relais à Emma Lombardi qui entame une remontée pour revenir à la seconde position à la fin de la course à pied. Elle passe le relais au double champion de monde Vincent Luis qui prend la tête dès l'épreuve de natation. Sorti de l'eau avec 17 secondes d'avance sur l'Américain Kevin McDowell, il maintient son avance à vélo puis l'accentue à pied, pour transmettre le relais à Cassandre Beaugrand avec 22 secondes d'avance sur ses poursuivants, la Nouvelle-Zélande et les États-Unis. La Française ne conserve que onze secondes d'avance après la partie vélo. Sans être inquiétée durant la course à pied, elle termine le relais en passant la ligne d'arrivée en tête. L'équipe de France devient ainsi championne du monde en relais mixte pour la cinquième fois.

## Palmarès
Classement général du championnat du monde 2022.
| Rang               | Équipe | Temps           |
| ------------------ | --- | --------------- |
| Médaille d'or      | France | 1 h 27 min 14 s |
| Médaille d'or      | - Pierre Le Corre 20 min 38 s - Emma Lombardi 22 min 55 s - Vincent Luis 20 min 58 s - Cassandre Beaugrand 22 min 43 s | 1 h 27 min 14 s |
| Médaille d'argent  | Royaume-Uni | 1 h 27 min 37 s |
| Médaille d'argent  | - Alex Yee 20 min 29 s - Sophie Coldwell 23 min 21 s - Samuel Dickinson 21 min 37 s - Georgia Taylor-Brown 22 min 12 s | 1 h 27 min 37 s |
| Médaille de bronze | États-Unis | 1 h 27 min 44 s |
| Médaille de bronze | - Seth Rider 20 min 53 s - Taylor Spivey 22 min 59 s - Kevin McDowell 21 min 6 s - Summer Rappaport 24 min 46 s        | 1 h 27 min 44 s |
| 4                  | Nouvelle-Zélande | 1 h 27 min 53 s |
| 5                  | Canada | 1 h 29 min 6 s  |
| 6                  | Suisse | 1 h 29 min 11 s |
| 7                  | Danemark | 1 h 29 min 22 s |
| 8                  | Portugal | 1 h 29 min 32 s |
| 9                  | Italie | 1 h 29 min 34 s |
| 10                 | Australie | 1 h 29 min 37 s |
| 11                 | Espagne | 1 h 29 min 59 s |
| 12                 | Norvège | 1 h 31 min 19 s |
| 13                 | Mexique | 1 h 31 min 56 s |
| 14                 | Pays-Bas | 1 h 31 min 57 s |
| 15                 | Brésil | DNF             |
| 15                 | Belgique | NDS             |
| 15                 | Japon | DSQ             |